# Park Narodowy Tsimanampetsotsa
Park Narodowy Tsimanampetsotsa – park narodowy położony w południowo-zachodniej części Madagaskaru, w regionie Atsimo-Andrefana. Zajmuje powierzchnię 43 200 ha.
Obszar parku był już chroniony od 1927 roku, kiedy to został jednym z 10 pierwszych rezerwatów utworzonych na Madagaskarze. W granicach parku znajduje się jezioro Tsimanampetsotsa, którego woda nasycona jest siarczanami. Od 75 do 90% flory i fauny jest endemiczna.

## Położenie
Park położony jest w pobliżu wybrzeża Oceanu Indyjskiego.

## Flora
Na terenie parku zaobserwowano 185 gatunków roślin.

## Fauna
W parku występuje między innymi 112 gatunków ptaków (a w tym 5 z 9 istniejących gatunków z rodzaju Coua), 39 gatunków gadów, 3 gatunki lemurów (lemur katta, sifaka biała, Microcebus griseorufus, lepilemury czy gatunek ślepej ryby Typhleotris madagascariensis, która żyje w podziemnej jaskini.
Nad jeziorem Tsimanampetsotsa można spotkać gatunki ptaków flaminga różowego, wangę maskową, Xenopirostris xenopirostris czy zagrożony Newtonia archboldi. Spotkamy tu również gatunek ssaka Galidictis grandidieri. Z gadów można zaobserwować żółwia promienistego.

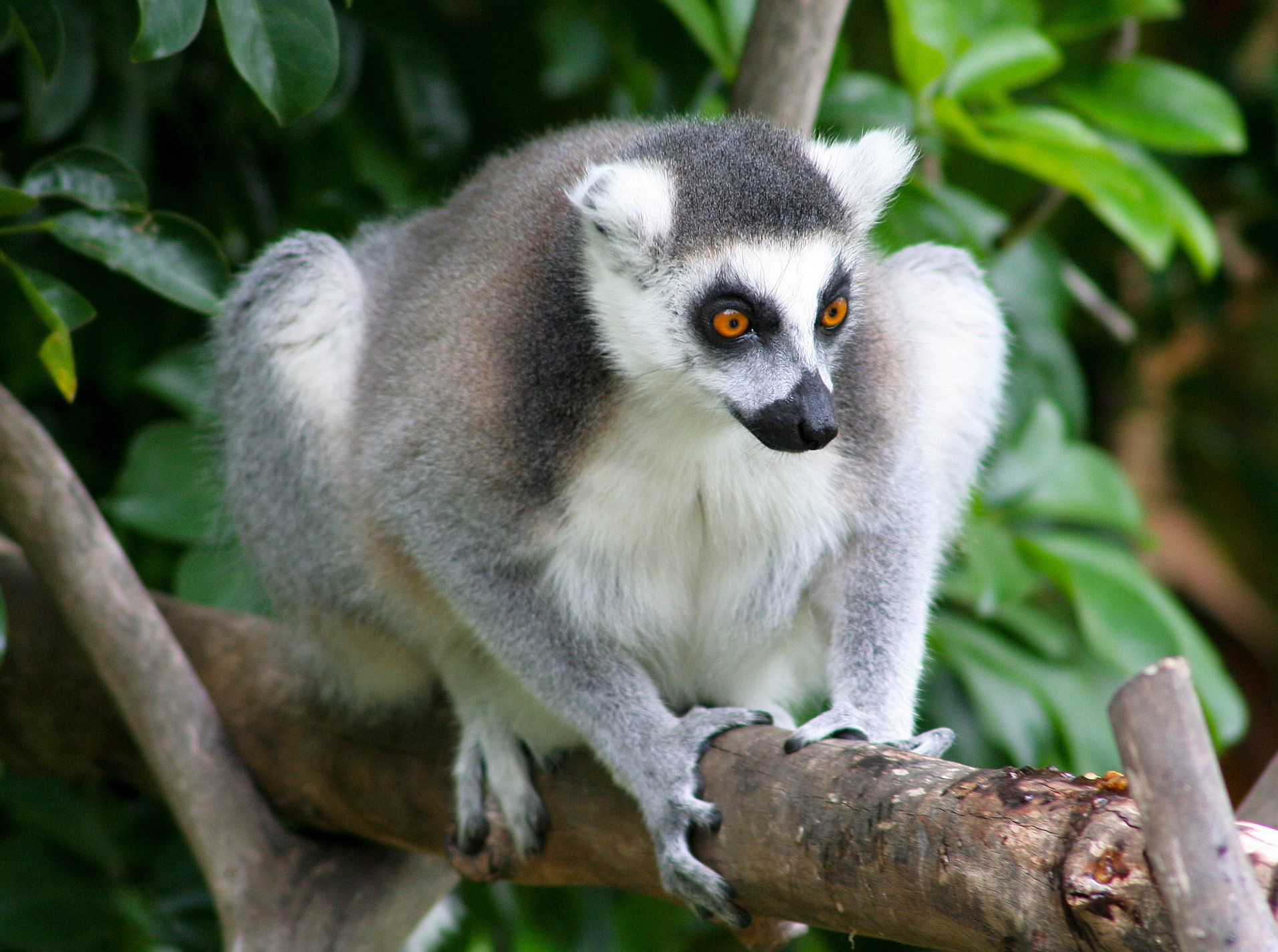
lemur katta
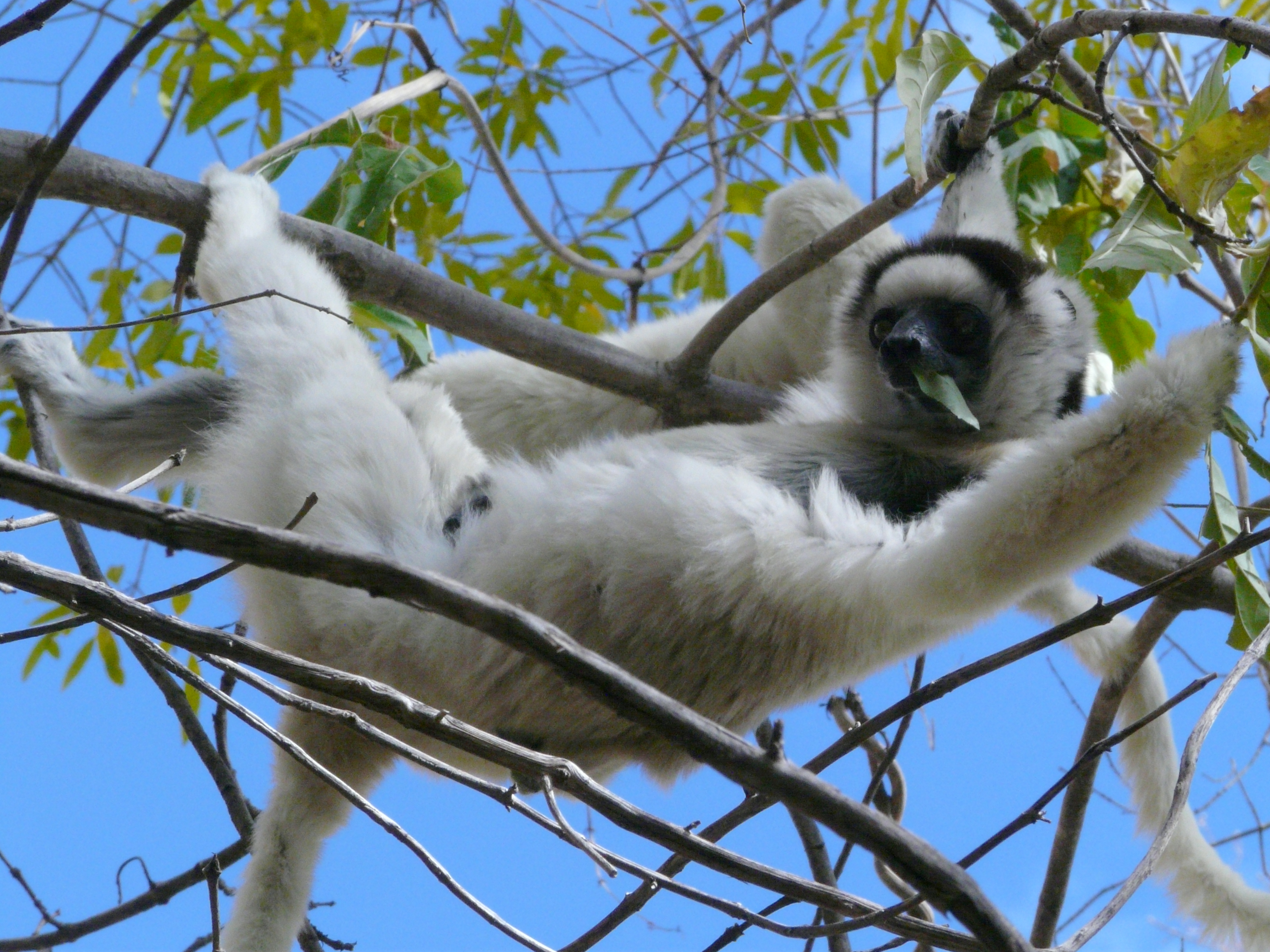
Sifaka biała
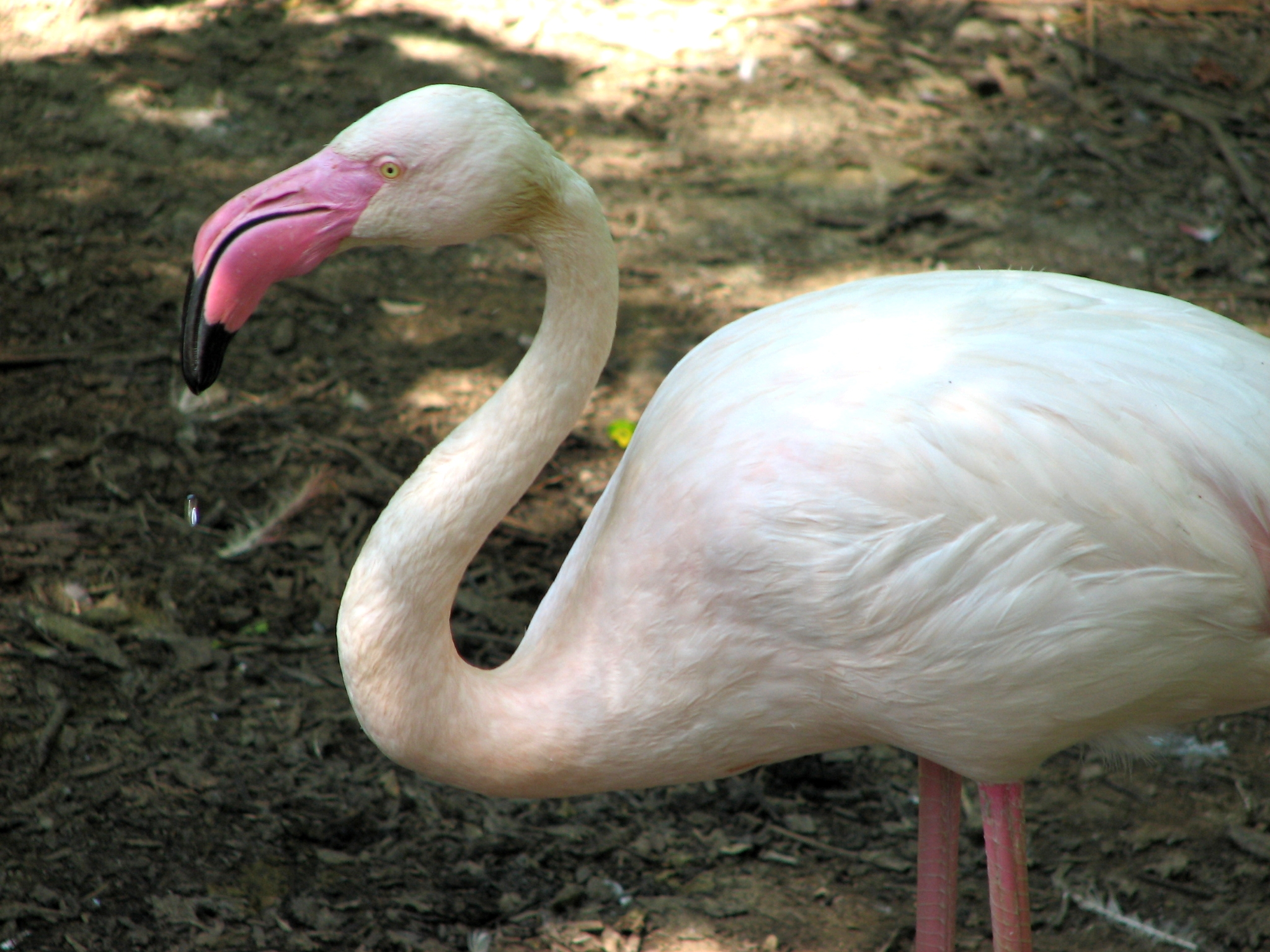
Flaming różowy
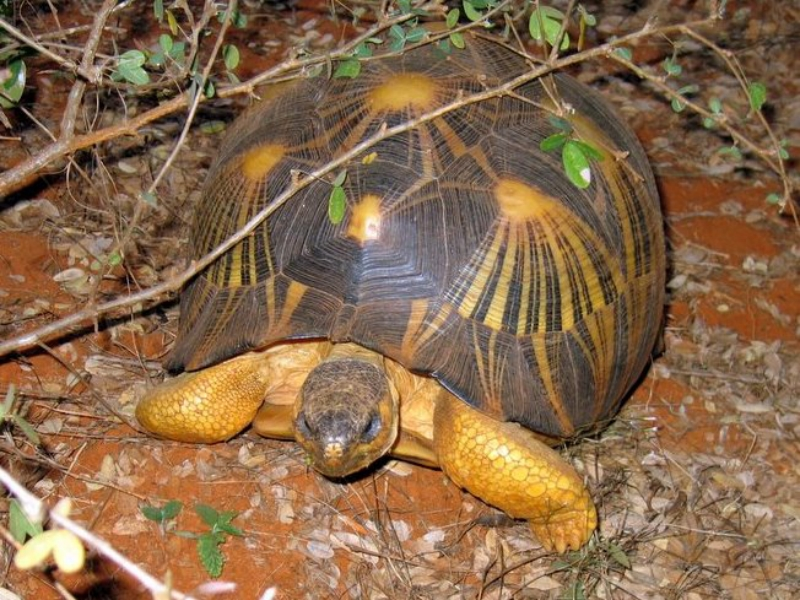
Żółw promienisty
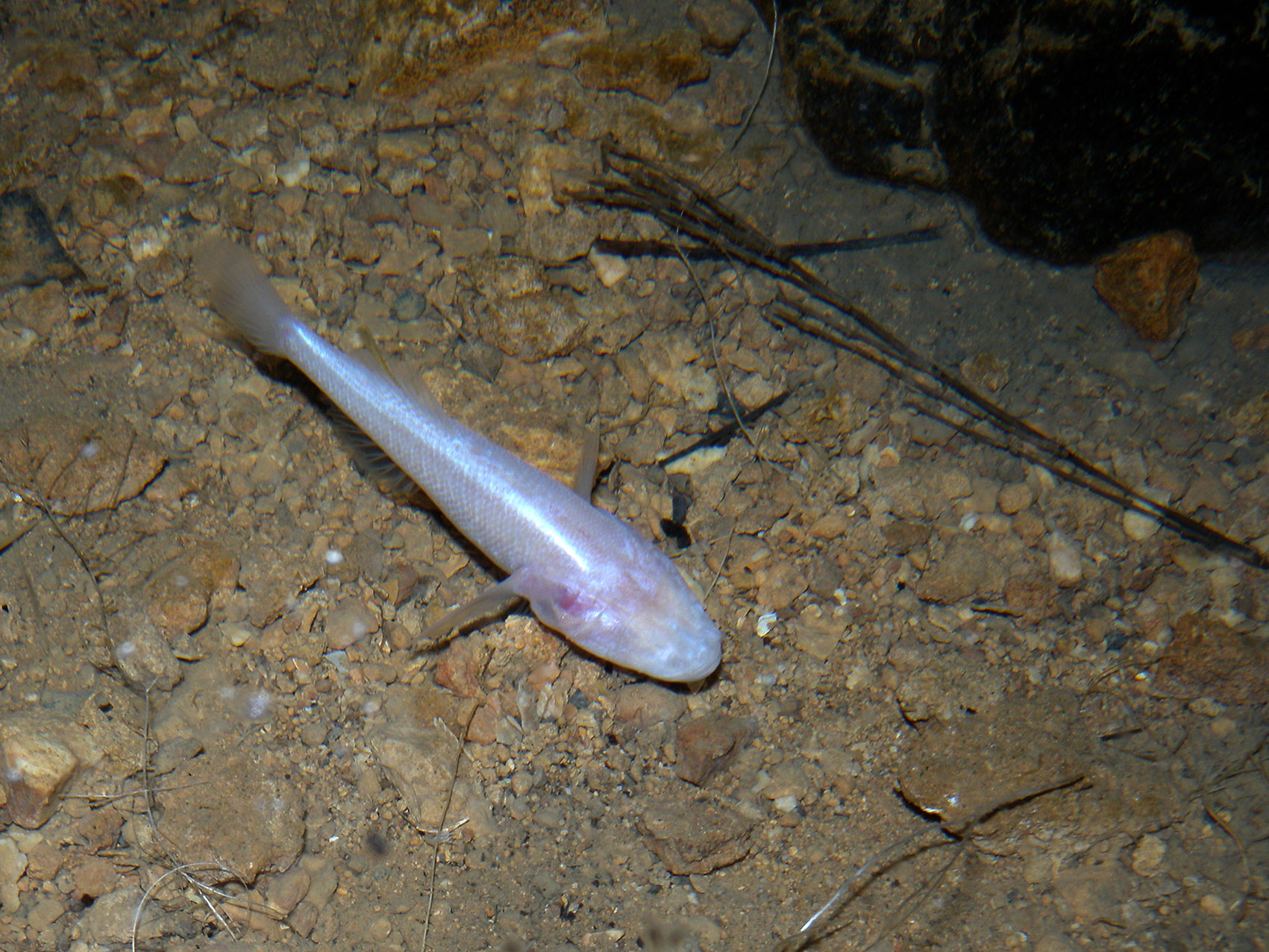
Typhleotris madagascariensis